# ロビンフットの夢
『ロビンフットの夢』（ロビンフットのゆめ）は、1924年（大正13年）製作・公開、金森万象監督による日本の劇映画である。「ロビンフッド」は誤り。サイレント映画、剣戟映画である。

## 略歴・概要
1922年（大正11年）、アメリカ合衆国のユナイテッド・アーティスツが、アラン・ドワン監督、ダグラス・フェアバンクス主演のサイレント映画『ロビン・フッド』Robin Hood にインスパイアされた、東亜キネマ等持院撮影所所長の牧野省三指揮のもと、1924年（大正13年）、金森万象が脚本を執筆・監督したのが、本作『ロビンフットの夢』である。
同撮影所では同年、フレッド・ニブロ監督、フェアバンクス主演の『奇傑ゾロ』を下敷きに、『快傑鷹』が製作されている。どちらも主演は高木新平である。撮影は、『快傑鷹』に田中重次郎としてクレジットされている田中十三が、田中重太郎としてクレジットされている。
舞台は当時の「現代」に置き換えられてあるが、フェアバンクスが演じたロビン・フッド（本作では加藤良三 / ロビンフット）を高木新平、エニッド・ベネットが演じたメイドのマリアン（艶子 / マリアン姫）をマキノ輝子、ウォーレス・ビアリーが演じたリチャード1世（中山平七 / リチャード王）を中根龍太郎、サム・ド・グラッスが演じたジョン王子（不良青年 / ズヨン大公）を牧実、ウィラード・ルイスが演じたタック神父（近所の腕白小僧 / タツカ坊主）がそれぞれ演じている。

## スタッフ・作品データ
- 総指揮 : 牧野省三
- 監督・脚色 : 金森万象
- 撮影 : 田中重太郎

- 製作 : 東亜キネマ等持院撮影所
- 上映時間 : （4巻）
- フォーマット : 白黒映画 - スタンダードサイズ（1.37:1） - サイレント映画
- 初回興行 : 神田・東洋キネマ

## キャスト
- 高木新平 - 活動ファン加藤良三（ロビンフット）
- マキノ輝子 - 恋せる乙女艶子（マリアン姫、en:Maid Marian）
- 中根龍太郎 - その父中山平七（リチャード王）
- 牧実 - 不良青年（ズヨン大公）
- 井上潔 - 近所の腕白小僧（タツカ坊主、en:Friar Tuck）

## 関連事項
- エニッド・ベネット （en:Enid Bennett）
- サム・ド・グラッス （en:Sam De Grasse）
- ウィラード・ルイス （en:Willard Louis）

## 註
1. ↑  無声映画人物録、「高木新平」の項、マツダ映画社、2009年10月26日閲覧。
2. ↑  田中十三、日本映画データベース、2009年11月1日閲覧。
3. ↑  #外部リンク、「ロビンフットの夢」、日本映画データベース、2009年11月1日閲覧。